# Ascocalyx
Ascocalyx — рід грибів родини гелоцієві (Helotiaceae). Назва вперше опублікована 1926 року.

## Види
База даних Species Fungorum станом на 27.10.2019 налічує 6 видів роду Ascocalyx:
- Ascocalyx abietis Naumov, 1925
- Ascocalyx asiaticus J.W.Groves, 1968
- Ascocalyx berenice (Berk. & M.A.Curtis) Baschien, 2014
- Ascocalyx juniperinus (K.Holm & L.Holm) E.Müll. & Dorworth, 1983
- Ascocalyx obscurus (Peck) Baschien, 2014
- Ascocalyx tenuisporus J.W.Groves, 1968